# Vinnenberger Busch
Der Vinnenberger Busch ist ein in Milte im Kreis Warendorf in Nordrhein-Westfalen gelegenes Naturschutzgebiet (WAF-059). Dem Naturschutzgebiet unmittelbar anschließend befindet sich das Landschaftsschutzgebiet Am Vinnenberger Busch – Großer Dyk, das mit 1,51 km² fast doppelt so groß ist.

## Geschichte
Der Vinnenberger Busch gehörte einst zu den Besitzungen des Klosters Vinnenberg. Nach dem Reichsdeputationshauptschluss wurde er Staatseigentum, was er bis heute ist; daher auch Staatswald. Seit 2004 ist die 87,00 ha große Fläche um das Kloster unter Naturschutz gestellt.

## Bedeutung

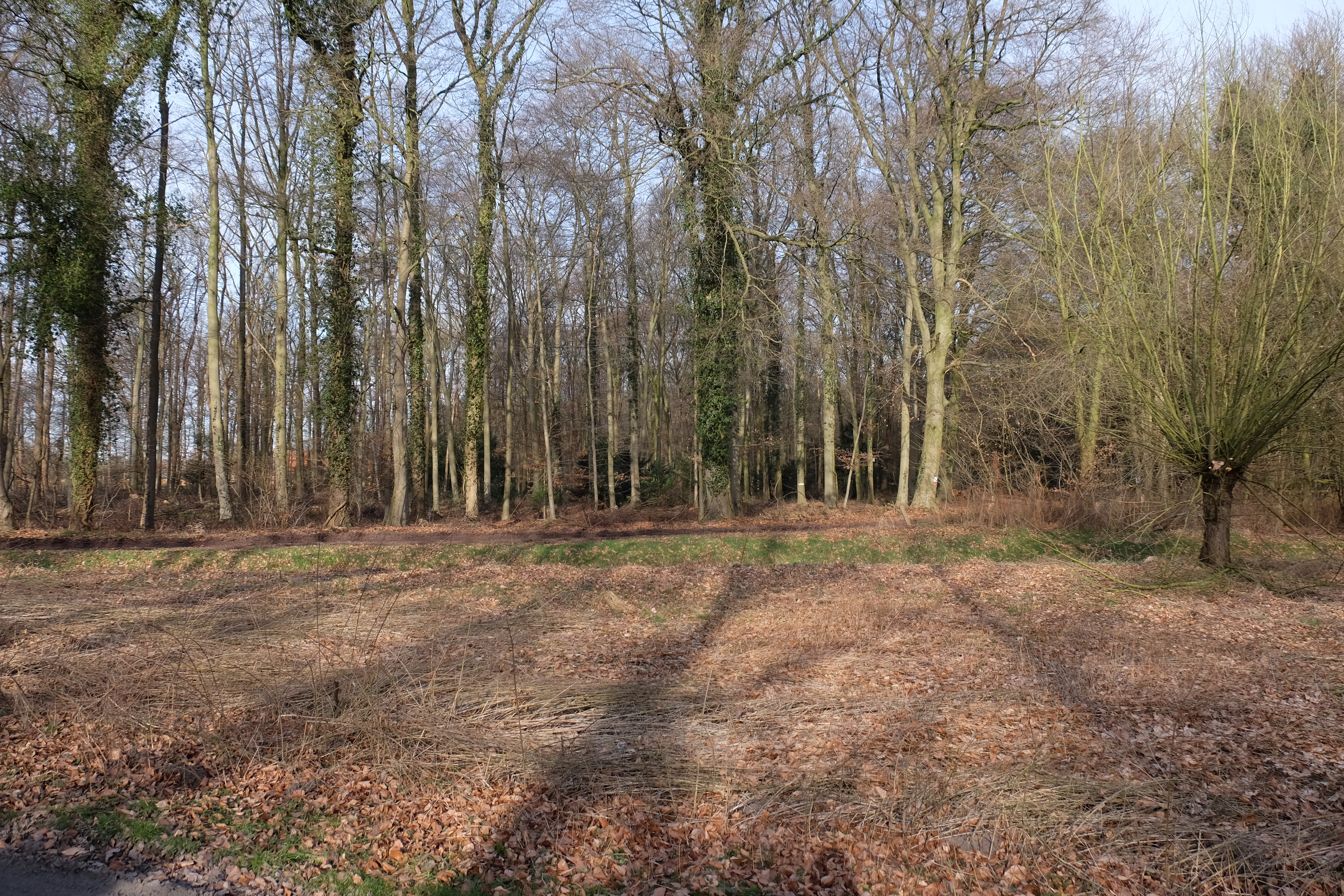
Vinnenberger Busch (2018)

Der Vinnenberger Busch stellt einen typischen Feucht- und Bruchwald dar. Hervorzuheben ist der Eschen- und Erlenbestand, die von einem Buchen- und Eichenbestand umrundet werden. Auch der hohe Altholzbestand bietet Höhlenbrütern eine ideale Nistmöglichkeit. Im Kleinholz findet man Eiben und Strauchgewächse. Der Vinnenberger Busch bildet daher durch seine kulturhistorische Nähe zum Kloster eine ideale Ergänzung für eine naturbezogene Erholung.